# Date, Hokkaidō

Date (伊達市 Date-shi?) este un municipiu din Japonia, prefectura Hokkaidō.